# AmBev Venezuela
AmBev Venezuela fue una compañía venezolana dedicada a la fabricación de cerveza y malta. Esta compañía era subsidiaria de la cervecera Brahmā de Brasil

## Historia
Nace en la década de 1955 con el nombre de  C.A. Cervecera Nacional Después de la fusión de varias empresas cerveceras desde 1893 como la Cervecería Venezolana de Maiquetía, Cervecerías Unidas Zulia y Maracaibo, Cervecería de Caracas. las cuales producen las primeras cervezas en Venezuela. Fue la única empresa en su estilo hasta 1941, año de la fundación de su competidor Empresas Polar. También existe en Maracaibo desde 1929 otro competidor: la Cervecería Regional.
En 1965 la planta ubicada en el sector La Candelaria en Caracas es mudada a Boleíta.
En 1979 desaparecen del mercado las cervezas Zulia y Caracas y comienza a expenderse la cerveza Nacional.
En 1994 esta compañía es adquirida por la Companhia Cervejaria Brahma, por lo cual se comienza a distribuir la cerveza Brahma. Ese mismo año, cesa sus operaciones la planta ubicada en Boleíta, municipio Sucre del Estado Miranda (Área Metropolitana de Caracas), quedando operativa sólo la planta de Barquisimeto. Al año siguiente, se masifica la venta de Brahma a nivel nacional (previamente sólo se vendía en el Estado Lara).
En el año 2003 cambia su nombre a AmBev Venezuela.
En 2008 relanza al mercado la clásica Cerveza Zulia, luego de varias décadas de ausencia. En un principio estaba destinada a ser una edición limitada, mas debido al éxito obtenido aún sigue saliendo al mercado, esta vez de la mano de Cervecería Regional desde el año 2012.
En 2010 relanza al mercado en edición limitada la clásica cerveza tipo Helles Cardenal. Previamente se había lanzado al mercado en los años 80 y desaparecida en 1994.
El 20 de octubre de 2012 Ambev (Companhia de Bebidas das Américas) y Cervecería Regional SA realizaron una transacción para combinar sus negocios en Venezuela y así formar una nueva Ambev Venezuela, con una participación mayoritaria del 85% para Cervecería Regional y del restante 15% para Ambev. Ya para el cuarto trimestre de 2012 la planta de Venezuela queda fuera del resultado general financiero de la Companhia de Bebidas das Américas – Ambev.
El 20 de marzo del 2013, AmBev Venezuela anuncia por medio de un comunicado el cese de operaciones de su planta. La razón que expone la misiva es la prolongada y sostenible caída de Ventas en los últimos 7 años.

## Productos

### Cervezas
- Brahma
- Brahma Light
- Cerveza Zulia (relanzada en 2008, desde 2012 es producida y envasada por Cervecería Regional)
- Cerveza Cardenal (cerveza tipo Múnich, relanzada en 2010)

### Productos desaparecidos
- Cerveza Nacional
- Cerveza Caracas
- Cerveza Victoria Maiquetía
- Cerveza Andes
- Cerveza Stout (cerveza negra)
- Cerveza Cristal
- Cerveza Cardenal
- Cerveza Unión
- Brahma X
- Brahma Ice
- Brahma Extra Light
- Brahma Malta
- Malta Caracas
- Cerveza La LLanera
- Cerveza La Criolla
- Cerveza Aragua
- Cerveza Estrella
- Cerveza La Criollita